# Alvan
Alexis Morvan-Rosius (17 maart 1993) is een Franse zanger die beter bekend is onder de artiestennaam Alvan. Hij vertegenwoordigde Frankrijk op het Eurovisiesongfestival 2022 met het nummer Fulenn.
Op 5 maart 2022 won hij met de groep Ahez de Franse nationale preselectie voor het Eurovisiesongfestival, Eurovision France, c'est vous qui décidez !. Hun nummer, Fulenn, is volledig in de Bretonse taal. Slechts eenmaal deed Frankrijk mee met een Bretons nummer, in 1996 met Diwanit bugale. 
1956: Mathé Altéry + Dany Dauberson · 
1957: Paule Desjardins · 
1958: André Claveau · 
1959: Jean Philippe · 
1960: Jacqueline Boyer · 
1961: Jean-Paul Mauric · 
1962: Isabelle Aubret · 
1963: Alain Barrière · 
1964: Rachel · 
1965: Guy Mardel · 
1966: Dominique Walter · 
1967: Noëlle Cordier · 
1968: Isabelle Aubret · 
1969: Frida Boccara · 
1970: Guy Bonnet · 
1971: Serge Lama · 
1972: Betty Mars · 
1973: Martine Clémenceau · 
1975: Nicole Rieu · 
1976: Catherine Ferry · 
1977: Marie Myriam · 
1978: Joël Prévost · 
1979: Anne-Marie David · 
1980: Profil · 
1981: Jean Gabilou · 
1983: Guy Bonnet · 
1984: Annick Thoumazeau · 
1985: Roger Bens · 
1986: Cocktail Chic · 
1987: Christine Minier · 
1988: Gérard Lenorman · 
1989: Nathalie Pâque · 
1990: Joëlle Ursull · 
1991: Amina · 
1992: Kali · 
1993: Patrick Fiori · 
1994: Nina Morato · 
1995: Nathalie Santamaria · 
1996: Dan Ar Braz & Héritage des Celtes · 
1997: Fanny · 
1998: Marie Line · 
1999: Nayah · 
2000: Sofia Mestari · 
2001: Natasha Saint-Pier · 
2002: Sandrine François · 
2003: Louisa Baïleche · 
2004: Jonatan Cerrada · 
2005: Ortal · 
2006: Virginie Pouchain · 
2007: Les Fatals Picards · 
2008: Sébastien Tellier · 
2009: Patricia Kaas · 
2010: Jessy Matador · 
2011: Amaury Vassili · 
2012: Anggun · 
2013: Amandine Bourgeois · 
2014: Twin Twin · 
2015: Lisa Angell · 
2016: Amir · 
2017: Alma · 
2018: Madame Monsieur · 
2019: Bilal Hassani · 
2021: Barbara Pravi · 
2022: Alvan & Ahez · 
2023: La Zarra · 
2024: Slimane · 
2025: Louane